# Journée internationale de la tolérance
La Journée Internationale de la Tolérance est une commémoration annuelle créée par l'UNESCO en 1995 pour sensibiliser l'opinion publique aux dangers de l'intolérance. Elle est observée le 16 novembre de chaque année.

## Conférences et festivals
Chaque année, de nombreuses conférences et des festivals sont organisés à l'occasion de la Journée Internationale de la Tolérance. Par exemple, il existe un "Festival de bande dessinée pour la Tolérance Universelle Festival" à Drammen, en Norvège depuis 2013.